# فلستية

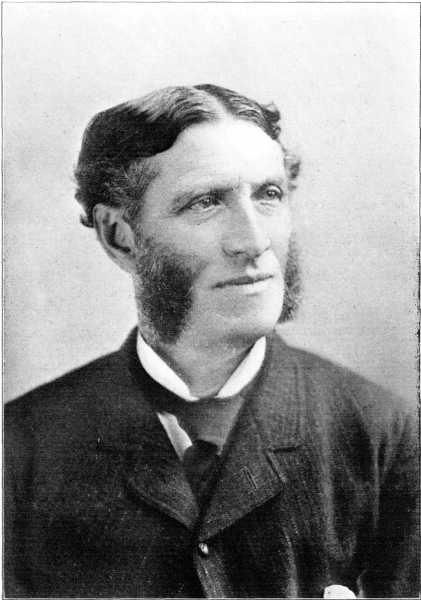
الشاعر والناقد الثقافي ماثيو أرنولد تبنى كلمة فلستية للدلالة على معاداة العقلية.

في مجالات الفلسفة وفلسفة الجمال، يستخدم المصطلح الإزدرائي فلستية لوصف الموقف الاجتماعي من المناهضة للفكر الذي يحتقر الفن، الجمال، الروحانية، والفكر؛«أخلاق، عادات، سمات، أو نمط تفكير الفلستي». الشخص الفلستي هو رجل أو امرأة معتد بضيق ذهنه وتقليدي أخلاقيا تشير وجهات نظره المادية وأذواقه إلى لا مبالاته بقيم الجماليات الثقافية.
وفقا لفريدريخ كلوج استخدم المصطلح في البداية بمعنى إيجابي، مشيرا إلى شخص قوي وطويل القامة - أي ذو بنية تشبه جالوت، ولكن في وقت لاحق تغير معناها وأصبحت تشير إلى  حراس المدينة. منذ القرن ال19 فإن الدلالة لمصطلح فلستي هو سلوك «أشخاص جهلة، سيئي التصرف يفتقرون الثقافة أو تقدير الفن، همهم الوحيد هو القيم المادية» مستمدة من إدخال ماثيو المصطلح إلى اللغة الإنجليزية عن الكلمة الألمانية Philister، التي استخدمها طلاب الجامعة لوصف أهالي البلدة ينا في ألمانيا، بعيد صدامات أسفرت عن عدد من الوفيات عام 1689. في أعقاب الأحداث خطب كاهن  الجامعة خطبة 'الفلستيون عليك' ، والمستمدة من سفر القضاة (الإصحاح 16, 'شمشون ضد الفلسطينيين') في التناخ في اليهودية والعهد القديم عند المسيحية.